# ケイティ・クーリック
“ケイティ”キャサリン・アン・クーリック（英: Katherine Anne "Katie" Couric、1957年1月7日 - ）は、アメリカ合衆国バージニア州アーリントン出身のニュースキャスター、ジャーナリストである。
NBC『トゥデイ』のキャスターとして人気を博し、2006年から2011年までCBSの全国ネット番組『CBSイブニングニュース』キャスターを務める。午後6時30分台の3大ネットワーク全国ニュースとしては初の単独女性アンカーとして注目された。
現在アメリカにおいて最も権威あるニュースキャスターの1人であり、タイム誌が選ぶ「世界で最も影響力のある人々100人」では女性でランクインした5人のうちの1人でもある。バージニア大学アメリカ学部卒。2006年の契約金はフォーブス誌の発表では1500万ドル（約17億円）で、有名人収入ランキング（俳優、映画監督、ミュージシャンなど）で62位、ニュースキャスターでは1位。
彼女のファミリーネームである Couric の読み方に関して、日本語の文献には「コーリック」や「クリク」など複数ある。ここでは英語読みしたときの「クーリック」とする。

## 生い立ち
ケイティ・クーリックはアトランタ・ジャーナル（en:The Atlanta Journal-Constitution）やUP通信に勤めたジャーナリストの父ジョン・マーティン・クーリックJr.と専業主婦の母エレナ・ヘインの下に生まれた。父はイングランド国教会の教派である聖公会（監督派）を信仰し、母はユダヤ人だった。母方の祖父母バースホールド・B・ヘインとクララ・L・フロシンは彼らが幼少期にドイツからのユダヤ人移民で、父方の祖父母はフランス・ブルターニュ地方ロリアン出身。
クーリックはバージニア周辺でトップ10に入る名門、公立ヨークタウン高校を卒業後、1975年アメリカで最も優秀な大学のひとつバージニア大学に進学し1979年に卒業した。彼女は「Delta Delta Delt 女子学生社交クラブ」のメンバーだったほか、大学新聞「キャバリア・デイリー」においていくつかの賞を大学から授与されている。4年生の時にはバージニア大学にある「The Lawn」という学生寮（大学創立者のトーマス・ジェファソンの遺志を受け継ぐ伝統ある寮）の学生長になった。

## 経歴

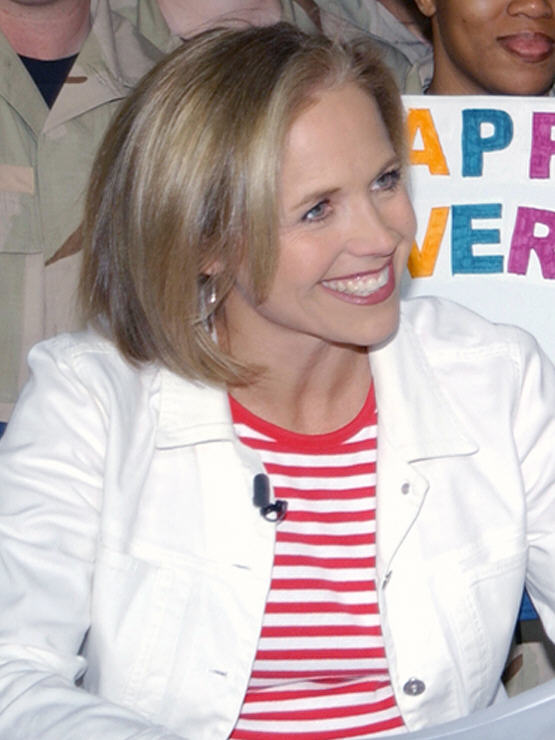
サウジアラビアのスルタン王子航空基地にて2003年1月

### ABC〜CNN〜NBC
彼女のキャリアはジャーナリスト、スタン・ホッパーのデスク・アシスタントとしてワシントンD.C.のABC放送に雇われたことが始まりとなり、その後CNNの編集者として勤務した。1984年から1986年までフロリダ州マイアミのWTVJのリポーターとして働き、2年後ワシントンD.C.のNBC系列「WRC-TV」でリポーターとして勤務。この時代にAP通信賞とエミー賞を受賞している。
1989年から1991年までNBCニュースの国防総省担当記者として活動、1990年にNBCのニュース番組『トゥデイ』の国内ニュース特派員を務め、同番組のキャスター（デボラ・ノーブル）が産休に入ったため、1991年、キャスターになる。 
1992年にはプライムタイムのニュースマガジン『NBC Now』のキャスターを担当。しかしこの番組は打ち切りになり、ドキュメンタリー番組『デイトラインNBC』の一つのコーナーになってしまった。『デイトラインNBC』でもクーリックのリポートは放送され、最も番組に貢献しているリポーターと呼ばれた。   
一方、『トゥデイ』のキャスターは2006年5月31日まで担当。これはブライアント・ガンベルのキャスター担当期間などを抜いて歴代最長記録を誇る。『トゥデイ』の視聴率は1996年から首位を守り、広告収入に大きく貢献した。

### インタビュー
クーリックは『トゥデイ』などで数多くの国内外の著名人にインタビューを行うジャーナリストでもある。
ジェラルド・フォード、ジミー・カーター、ジョージ・ブッシュ（父）、ビル・クリントン、ジョージ・ブッシュ（子）など同時代のアメリカ大統領経験者とはほぼすべて会談しており（父ブッシュには19分38秒のアドリブインタビューを行った）、父ブッシュのファーストレディであるバーバラ・ブッシュにもインタビューしている。また、ケネディ元大統領の息子ジョン・F・ケネディ・ジュニアにインタビューしたのはクーリックが最初で最後だった。
クーリックのコーナー「Confronting Colon Cancer（結腸癌に立ち向かう）」にはピーボディ賞などの賞がいくつか授与されている。この他にもイギリス首相トニー・ブレア、アメリカ上院議員ヒラリー・クリントン（ヒラリーは初めてのテレビインタビューだった）、『ハリー・ポッター』シリーズで知られる作家J・K・ローリング、ローラ・ブッシュなどにもインタビューした。
しかし一方で、クーリックのインタビューには偏見があると批判されることもある。近年では『CBSイブニングニュース』でブッシュ大統領と会談した際に、クーリックが望むと望まないとに関わらず、少なくない視聴者から「偏見を持ったインタビューをしている」と批判された。

### ジャーナリスト以外での仕事
- 2002年、コメディ映画『オースティン・パワーズ ゴールドメンバー』にジョージア州刑務所の刑務官役でカメオ出演。
- 2002年、NBC放送のシチュエーション・コメディ『ふたりは友達? ウィル&グレイス』に「機嫌の悪いケイティ・クーリック（本人）」役で出演[1]、本人とは正反対の近寄りがたい女を演じた。同番組への出演は本人たっての希望だった。
- 2003年、NBC放送のトークショー『ザ・トゥナイト・ショー・ウィズ・ジェイ・レノ』に司会として出演。この日はジェイ・レノと番組の司会を交換する形で行われ、レノは『トゥデイ』の司会を務めた[2]。
- 2004年、慈善事業団体「Multiple Myeloma Research Foundation」秋祭の名誉ゲストを務める。
- 2004年、アニメ映画『シャークテイル』にニュースリポーター「ケイティ・カレント」役（Katie Current、Currentは「今」と言う意味）で声優出演（外国語用では吹き替えが行われている）。
- 2006年、CBSのトークショー『レイト・ショー・ウィズ・デイヴィッド・レターマン』に出演[3]。クーリックは『レイト・ショー』や『トゥナイト・ショー』の常連ゲストでもある。
- 2016年、Netflixの映画『なりすましアサシン』に出演。
- 2016年、ハドソン川の奇跡 (映画)で本人役で出演。

### クーリック効果

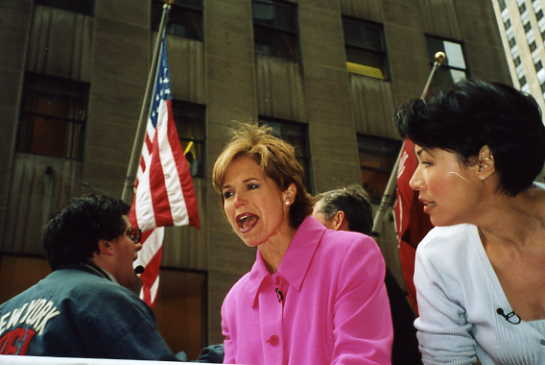
2006年2月7日ニューヨーク。ケイティ(左)と『トゥデイ』のキャスターのアン・カリー

クーリックの夫ジェイ・モナハンは大腸癌により1998年に42歳で死亡。その後、クーリックはがんの脅威を訴える活動をし、2000年4月にはテレビで結腸検査をクーリック自身が行った。このことにより視聴者の多くが検査を受けたといわれる（「クーリック効果」）。このほか、がん予防と、すでにがん患者となってしまった人々のケア両方の活動をしている。またナショナル・ホッケー・リーグ（NHL）が主催する「Hockey Fight Cancer」にも積極的に参加。  
2005年10月には「『クーリック効果』を再び」という意味も込めて、またもクーリック自身がテレビで乳癌検査を受診。アメリカでは10月は「乳がんの月」（乳癌に留意する月）である。『トゥデイ』降板後もがん闘病チャリティー番組『Stand Up to Cancer』に出演するなど、がんに関する啓蒙活動は続いている。

### 好感度
クーリックの娯楽とシリアスの中間を取ったような報道の手法には、常に賛否両論が起きている。彼女の評論やブログの文章だけでなく、『トゥデイ』に出演する際に短いスカートを穿くことが「異性を意識している」と批判されたこともあった。2003年5月12日にゲスト司会を務めた『ザ・トゥナイト・ショー』は視聴率が通常比42%以上だった。この番組では「クーリックの脚が見られない」というメッセージを紹介し、スタッフがデスクの前面をチェーンソーで切り取って美脚をお披露目するというスキットが披露される。
このスキットは後に、CNNとデイリーニュース紙から「むき出しの足を隠すため、ジェイ・レノ（普段の『ザ・トゥナイト・ショー』司会者）が使っているような『前が隠されたデスク』を彼女も使うべきだ」などと揶揄された。

### CBS移籍

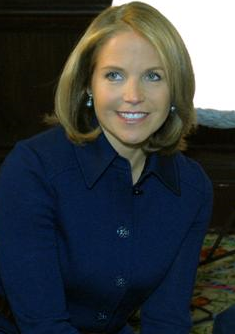
2007年

2006年4月5日、『トゥデイ』でのキャスター15周年を迎えた日、クーリックは突然の移籍を発表。かねてから噂のあったCBSへの移籍を明らかにした。最後の放送では「自分の中で整理が付いてからすべてお話しようと思っていました。今はその決心が付きました。今日、私はこの番組とお別れです。この数年、この番組とは友達のような感覚でした」と述べた。「私は時々、人生を変えることは素晴らしいことなんだと思います。居心地のいい場所を離れることは寂しいかもしれないけど、それはあなたの新しい人生にとって掛け替えのないものになるでしょう」との感動的な言葉で締めくくった。
CBSはクーリックの移籍発表後、すぐにクーリックの移籍を公式に発表。2006年9月5日より『CBSイブニングニュース』のキャスターと『60 Minutes』のリポーターを務めることを明かした。この時の契約年俸はニュースキャスターとして最も高い1500万ドル（約17億円、ちなみに『トゥデイ』の時は1600万ドル）。
しかし、この移籍には多くの批判が寄せられた。その中で最も多かった批判は2点あり、1点目はコーリックのジャーナリストとしての経歴が浅いことであった。キャスターとしてのキャリアはあるものの、厳しい環境での報道経験が浅いという指摘である。2点目は『CBSイブニングニュース』は最も権威あるニュース番組の一つであり、彼女がそれを務めるのに相応しい人材なのか、その証拠が足りないという指摘である。事実、歴代のキャスター、特にウォルター・クロンカイトは世論調査で「最も信頼できる人物」などに選ばれたことがあり、クーリックが信頼のおける放送をこなせるかが指摘された。芸能番組『Access Hollywood』は、クーリックが前任者たちのようなスタイルは取らないつもりでいると報道。中東へ取材へ行くかとの質問に対し、クーリックは「あそこは今、本当に危ないわ。私はシングルマザーだし、2人の子供の世話をしなきゃいけない。だから行けないわ」と答えたと報じる。しかし『Access〜』は後にこれを訂正。クーリックがまだNBCにいたころ、CBS特派員キンバリー・ドーザーがイラクで負傷したことを受けての引用だった。
2006年9月5日（火曜日）、新シーズン初日にデビュー。ちなみにCBSは、ロゴ、ウェブサイト、スタジオのデザイン、テーマ音楽などを一新。またラジオ、インターネット同時放送も初めて行っている。放送は賛否両論であったが、同日の視聴者数は通常の2倍近い1360万人と、1998年2月以来の高視聴率をマークし、注目を集めた。同年9月19日まで番組は他局の同時間帯のニュースを抜き視聴率1位だった。しかし、クーリック担当開始2週目（9月11日 - 15日）は、古巣NBCの『Nightly News』が730万人、CBSが790万人とギリギリの差となる（9月11日はCBSが3位に転落したが、その後、CBSは再び1位に復帰）。10月6日にはABCの『ワールド・ニュース・ウィズ・チャールズ・ギブソン』に大量に視聴者を奪われ、3位に転落。クーリック登用によって番組は垂直立ち上げには成功したが、結局、3位の「定位置」に戻ってしまった。
2008年大統領選挙に向けた放送では、全国党大会や大統領就任式などの政治イベントの生放送とインターネットのウェブキャストにもキャスターとして出演。生放送後のウェブキャストでは、持ち前のインタビュー主体の内容が配信された。

### ABC復帰
2011年、契約満了と同時にCBSを去ることを決める。5年前と同様に去就に関する噂が絶えなかったが、Disney/ABCプロダクションによる昼間のトーク番組を2012年秋から放送することが決まる。
2011年から、自身のキャリア・デビュー局であるABCの報道番組に「特別特派員」として出演を開始。Disney/ABCプロダクションによるトーク番組も、2012年9月10日に『Katie』という番組名で予定通り放送を開始した。

## 私生活
- 1989年、クーリックはジェイ・モナハンと結婚し、1991年7月23日に第一子となる娘エリノア・タリーを、1996年1月5日に第二子となる娘キャロラインをもうけた。1998年1月24日には夫ジェイを大腸癌で亡くしている。ジェイは42歳だった。
- 姉でバージニア州選出の上院議員エミリー・クーリック（民主党）も、2001年10月18日にすい臓がんにより死去している。54歳だった。非常に仲の良い姉妹であったためクーリックは深く悲しみ、葬儀では姉のキャリアに賞賛を述べた。エミリーは生前常に「ケイティ・クーリックの姉」として扱われることに苛立ちを感じていたと明かし、弔問客に対し「私はエミリー・クーリックの妹であることを誇りに思います。これをみなさんに知って欲しい」と述べた。
- ケイティにはこのほか、クララ・クーリック・バチェラーとジョン・M・クーリックJrという兄弟がいる。
- ピープル誌によると、クーリックはスムーズジャズのトランペット奏者クリス・ボッティとデートをしていた。しかし2005年2月、「破局した模様」と同誌は記載している。
- クーリックは以前、断続的にだがミリオネアテレビプロデューサー、トム・ワーナーと交際していた。しかしワーナーの家はカリフォルニア州で、ニューヨークを拠点に仕事をするクーリックとの距離は大きかった。
- 『トゥデイ』のリポートでは、彼女は19世紀にアメリカに移民してきたフランス人孤児が自分の祖先だと語っている。その祖先はコットン製造業で大成功を収めた人物だったという。